# P16
Le p16 est une protéine suppresseuse de tumeur  également connue sous le nom d'inhibiteur de kinase cycline-dépendante 2A (CDKN2A). 

## Mécanismes d'action
Elle est un inhibiteur du complexe CDK4/CDK6-Cycline D. Ce complexe phosphoryle pRB (protéine du rétinoblastome), ce qui a pour conséquence de l'empêcher de se lier au facteur de transcription E2F. Celui-ci peut alors activer la transcription de nombreux gènes favorisant le passage de la cellule de la phase G1 à la phase S.
p16 agit comme un inhibiteur de la  kinase cycline-dépendante en empêchant son interaction avec la cycline D, interdisant par conséquent la progression du cycle cellulaire,. La régulation négative de p16 peut conduire au cancer via la dérégulation de la progression du cycle cellulaire. Le gène p16 est fréquemment muté dans de nombreux cancers et une régulation négative de l'expression de p16 est associée à un risque accru de cancers,

## Gène
Cette protéine est codée par le gène CDKN2A situé sur le bras court du  chromosome 9 (9p21.3) .

## Infections virales

### Virus du papillome humain
Dans les cellules infectées par le VPH, la protéine E7 entre en compétition pour se lier aux protéines régulatrices du cycle cellulaire la protéine du rétinoblastome , entraînant la libération d'E2F1 de pRb et l'activation du cycle cellulaire, La perturbation de la voie pRb-E2F1 par E7 induit la surexpression et l'accumulation de p16 dans les cellules à travers une boucle de rétroaction négative,. L'expression cytoplasmique et nucléaire forte et diffuse de p16 dans les carcinomes épidermoïdes cervicaux est principalement associée à une infection par HR-HPV. Par conséquent, p16 est considéré comme un marqueur de substitution de l'infection persistante par le HR-HPV et une surexpression de p16 a été observée dans la majorité des précancers cervicaux et des cancers,,